# Lesbo-encyclopedie
De Lesbo-encyclopedie (2009) is het tweede Nederlandstalige naslagwerk over lesbianisme in Nederland nadat in 1979 Lesbisch Prachtboek werd gepubliceerd. Onder redactie van Mirjam Hemker en Linda Huijsmans hebben meer dan honderd auteurs bijgedragen aan de ruim 700 lemma's die opgenomen zijn in het boek. De onderwerpen die aan bod komen zijn onder meer literatuur, wetenschap, politiek en sport. De encyclopedie bevat serieuze informatie, anekdotes en foto's. De informatie betreft voornamelijk de twintigste eeuw. Veel lemma's gaan over lesbische vrouwen, zoals Claudia de Breij, Marianne Weber, Bénédicte Ficq, Gerda Verburg en Sara Kroos.
De Lesbo-encyclopedie is de tegenhanger van de in 2005 verschenen Homo-encyclopedie van Nederland waarin allerlei aspecten van de mannelijke homoseksualiteit worden besproken.

## Redacteurs
- Mirjam Hemker (1974) studeerde sociologie aan de Universiteit van Amsterdam. Ze werkt als consultant binnen de Nederlandse boekenbranche. Tevens is zij freelance journalist voor diverse media.
- Linda Huijsmans (1965) is freelance journalist, schrijfster en blogger. Ze is medeauteur van onder andere Zo Nederlands Als Wat: Een Molukse Familiegeschiedenis (2012) en Fietsen in Berlijn (2015).